# Münchener SC 1836
Der Münchener Schachclub 1836 ist ein Schachverein in München.

## Frühe Jahre
Nach der Berliner Schachgesellschaft und dem Hamburger SK ist der Münchener SC 1836 der drittälteste bestehende Schachverein in Deutschland. Zudem ist der Verein der älteste noch bestehende Sportverein Bayerns.
Begründer und erster Vorsitzender war Josef Lamberger (1766–1839), der auch ein bedeutender Schachbuchsammler war. Von dem Münchener Schachclub ging 1885 die Initiative zur Bildung des ersten Bayerischen Schachbundes aus.
Als sich der Großdeutsche Schachbund 1936 entschloss, vor dem Hintergrund der im gleichen Jahr stattfindenden Olympischen Sommerspiele eine inoffizielle Schach-Olympiade auszutragen, wurde München als Veranstaltungsort gewählt, weil das Datum mit der Hundertjahrfeier des Münchener Schachclubs zusammenfiel. Das Ereignis wurde später gemeinsam mit dem Deutschen Schachbund in offizieller Form wiederholt, als die Schacholympiade 1958 in München stattfand.

## Erfolge in der Nachkriegszeit
In der Nachkriegszeit gewann der Verein in zwei jeweils vierjährigen Siegesserien von 1951 bis 1954 und 1962 bis 1965 insgesamt achtmal die Deutsche Mannschaftsmeisterschaft. Bekanntester Spieler dieser Zeit war Wolfgang Unzicker, der dem Verein bis 1987 die Treue hielt. Der damalige nationale Rekordmeister stieg 1975 aus der ein Jahr zuvor gegründeten viergleisigen Schachbundesliga ab.
Später konnte der MSC 1836 teilweise an frühere Erfolge anknüpfen. Von 1982 bis 1996 spielte der Verein in der Schachbundesliga und belegte dort in den Jahren 1990 und 1993, mit Gerald Hertneck am Spitzenbrett sowie als Vereinsvorsitzender, den dritten Platz.

## Neuzeit
Danach war die Entwicklung jedoch rückläufig: Zahlreiche Spitzen-, aber auch Breitenschachspieler verließen den Verein, der in der sportlichen Bedeutungslosigkeit verschwand.
Dann trat ab ca. 2010 wiederum eine Konsolidierung und ein Mitgliederzuwachs ein. In der Saison 2013/2014 spielte der MSC erstmals wieder überregional und meldete vier Mannschaften und ca. 35 Mitglieder.
Im Herbst 2016 fusionierte der MSC mit dem SK Siemens München e. V., wobei der Vereinsname SK Siemens verschwand und der Vereinsname des MSC unverändert blieb.
In der Saison 2019/2021 gewann der MSC mit dem englischen Großmeister Gawain Jones am Spitzenbrett die 2. Bundesliga Ost, stieg damit in die 1. Bundesliga auf und war somit nach einem Vierteljahrhundert wieder in der höchsten deutschen Spielklasse vertreten. In der Saison 2022/23 stieg der MSC als Vierzehnter nach zwei Jahren wieder aus der Schachbundesliga ab.